# Lista de rios da Abecásia

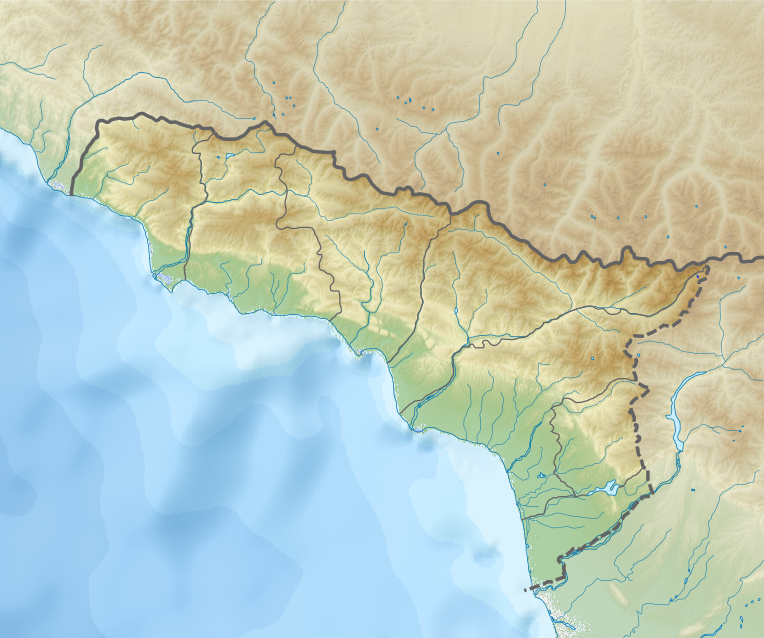
Mapa da Abecásia

A seguir a lista de rios da Abecásia.

## B
- Rio Bzyb

## I
- Rio Inguri

## K
- Rio Kodori

## P
- Rio Psou

## R
- Rio Reprua